# Lijst van Belgische ministers van Milieu
Dit is een lijst van ministers van Milieu en Duurzame Ontwikkeling in de Belgische federale regering. 

## Lijst
| Minister | Minister                       | Partij | Partij      | Begin            | Einde            | Regering(en)                                         | Bevoegdheid                                                                                              |
| -------- | ------------------------------ | ------ | ----------- | ---------------- | ---------------- | ---------------------------------------------------- | --- |
|          | Jos De Saeger (1911-1998)      |        | CVP         | 26 januari 1973  | 25 april 1974    | Leburton                                             | Minister van Leefmilieu                                                                                  |
|          | Karel Poma (1920-2014)         |        | PVV         | 25 april 1974    | 3 juni 1977      | Tindemans I, II en III                               | Staatssecretaris voor Leefmilieu Staatssecretaris voor Bossen, Jacht en Visvangst (vanaf 4 oktober 1974) |
|          | Louis Olivier (1923-2015)      |        | PLP         | 4 oktober 1974   | 8 december 1976  | Tindemans II                                         | Staatssecretaris voor Bossen, Jacht en Visvangst                                                         |
|          | Luc Dhoore (1928-2021)         |        | CVP         | 3 juni 1977      | 18 mei 1980      | Tindemans IV, Vanden Boeynants II, Martens I en II   | Minister van Leefmilieu                                                                                  |
|          | Alfred Califice (1916-1999)    |        | PSC         | 18 mei 1980      | 22 oktober 1980  | Martens III                                          | Minister van Leefmilieu                                                                                  |
|          | Philippe Maystadt (1948-2017)  |        | PSC         | 22 oktober 1980  | 17 december 1981 | Martens IV en M. Eyskens                             | Minister belast met Coördinatie van het Leefmilieubeleid                                                 |
|          | Firmin Aerts (1929)            |        | CVP         | 17 december 1981 | 28 november 1985 | Martens V                                            | Staatssecretaris voor Leefmilieu                                                                         |
|          | Miet Smet (1943-2024)          |        | CVP         | 28 november 1985 | 7 maart 1992     | Martens VI, VII, VIII en IX                          | Staatssecretaris voor Leefmilieu                                                                         |
|          | Laurette Onkelinx (1958)       |        | PS          | 7 maart 1992     | 4 mei 1993       | Dehaene I                                            | Minister van Leefmilieu                                                                                  |
|          | Magda De Galan (1946-2024)     |        | PS          | 4 mei 1993       | 23 januari 1994  | Dehaene I                                            | Minister van Leefmilieu                                                                                  |
|          | Jacques Santkin (1948-2001)    |        | PS          | 23 januari 1994  | 6 juni 1995      | Dehaene I                                            | Minister van Leefmilieu                                                                                  |
|          | Magda De Galan (1946-2024)     |        | PS          | 6 juni 1995      | 23 juni 1995     | Dehaene I                                            | Minister van Leefmilieu                                                                                  |
|          | Jan Peeters (1963)             |        | SP          | 23 juni 1995     | 12 juli 1999     | Dehaene II                                           | Staatssecretaris voor Leefmilieu (tot 1 juni 1999) Minister van Leefmilieu (vanaf 1 juni 1999)           |
|          | Magda Aelvoet (1944)           |        | Agalev      | 12 juli 1999     | 28 augustus 2002 | Verhofstadt I                                        | Minister van Leefmilieu                                                                                  |
|          | Olivier Deleuze (1954)         |        | Ecolo       | 12 juli 1999     | 5 mei 2003       | Verhofstadt I                                        | Staatssecretaris voor Duurzame Ontwikkeling                                                              |
|          | Jef Tavernier (1951)           |        | Agalev      | 28 augustus 2002 | 12 juli 2003     | Verhofstadt I                                        | Minister van Leefmilieu                                                                                  |
|          | Alain Zenner (1946)            |        | MR          | 5 mei 2003       | 12 juli 2003     | Verhofstadt I                                        | Staatssecretaris voor Duurzame Ontwikkeling                                                              |
|          | Freya Van den Bossche (1975)   |        | sp.a        | 12 juli 2003     | 18 juli 2004     | Verhofstadt II                                       | Minister van Leefmilieu                                                                                  |
|          | Bruno Tobback (1969)           |        | sp.a        | 18 juli 2004     | 21 december 2007 | Verhofstadt II                                       | Minister van Leefmilieu                                                                                  |
|          | Els Van Weert (1968)           |        | Spirit      | 18 juli 2004     | 21 december 2007 | Verhofstadt II                                       | Staatssecretaris voor Duurzame Ontwikkeling                                                              |
|          | Paul Magnette (1971)           |        | PS          | 21 december 2007 | 6 december 2011  | Verhofstadt III, Leterme I, Van Rompuy en Leterme II | Minister van Klimaat                                                                                     |
|          | Steven Vanackere (1964)        |        | CD&V        | 6 december 2011  | 5 maart 2013     | Di Rupo                                              | Minister van Duurzame Ontwikkeling                                                                       |
|          | Melchior Wathelet (1977)       |        | cdH         | 6 december 2011  | 22 juli 2014     | Di Rupo                                              | Staatssecretaris voor Leefmilieu                                                                         |
|          | Servais Verherstraeten (1960)  |        | CD&V        | 5 maart 2013     | 11 oktober 2014  | Di Rupo                                              | Staatssecretaris voor Duurzame Ontwikkeling                                                              |
|          | Catherine Fonck (1968)         |        | cdH         | 22 juli 2014     | 11 oktober 2014  | Di Rupo                                              | Staatssecretaris voor Leefmilieu                                                                         |
|          | Marie-Christine Marghem (1963) |        | MR          | 11 oktober 2014  | 1 oktober 2020   | Michel I en II en Wilmès I en II                     | Minister van Leefmilieu en Duurzame Ontwikkeling                                                         |
|          | Zakia Khattabi (1976)          |        | Ecolo       | 1 oktober 2020   | 3 februari 2025  | De Croo                                              | Minister van Klimaat, Leefmilieu en Duurzame Ontwikkeling                                                |
|          | Jean-Luc Crucke (1962)         |        | Les Engagés | 3 februari 2025  | heden            | De Wever                                             | Minister van Klimaat en Ecologische Transitie                                                            |